# MIT 프레스

MIT 프레스(MIT Press)는 매사추세츠주 케임브리지에 있는 사립 연구 대학인 매사추세츠 공과대학교(MIT)의 대학 출판부이다. MIT 프레스는 다수의 학술 저널을 출판하며 학술 출판 분야의 오픈 액세스 운동의 선구자 역할을 해왔다.

## 오픈 액세스
MIT 프레스는 오픈 액세스 도서 출판의 선두주자이다. 1995년 윌리엄 J. 미첼의 시티 오브 비츠(City of Bits)를 출판하면서 첫 번째 오픈 액세스 책을 출판했다. 이 책은 인쇄본과 역동적인 공개 웹 버전으로 동시에 출판되었다. 지금은 오픈 액세스 도서, 교과서 및 저널을 출판한다.
2021년에 프레스는 오픈 액세스 단행본을 위한 프레임워크인 다이렉트 투 오픈(Direct to Open)을 출시했다. 2022년에 다이렉트 투 오픈은 80개의 논문을 출판했다.